# Liste der Biografien/Goc
Liste der Biografien |
Portal Biografien |
Personensuche
# |
A |
B |
C |
D |
E |
F |
G |
H |
I |
J |
K |
L |
M |
N |
O |
P |
Q |
R |
S |
T |
U |
V |
W |
X |
Y |
Z |
?
 
Ga |
Gb |
Gc |
Gd |
Ge |
Gf |
Gh |
Gi |
Gj |
Gk |
Gl |
Gm |
Gn |
Go |
Gp |
Gq |
Gr |
Gs |
Gu |
Gv |
Gw |
Gy |
Gz
 
Goa |
Gob |
Goc |
God |
Goe |
Gof |
Gog |
Goh |
Goi |
Goj |
Gok |
Gol |
Gom |
Gon |
Goo |
Gop |
Gor |
Gos |
Got |
Gou |
Gov |
Gow |
Goy |
Goz
Die Liste der Biografien führt alle Personen auf, die in der deutschsprachigen Wikipedia einen Artikel haben. Dieses ist eine Teilliste mit 83 Einträgen von Personen, deren Namen mit den Buchstaben „Goc“ beginnt.

## Goc
- Goc, Marcel (* 1983), deutscher Eishockeyspieler und -trainerMarcel Goc (* 1983)

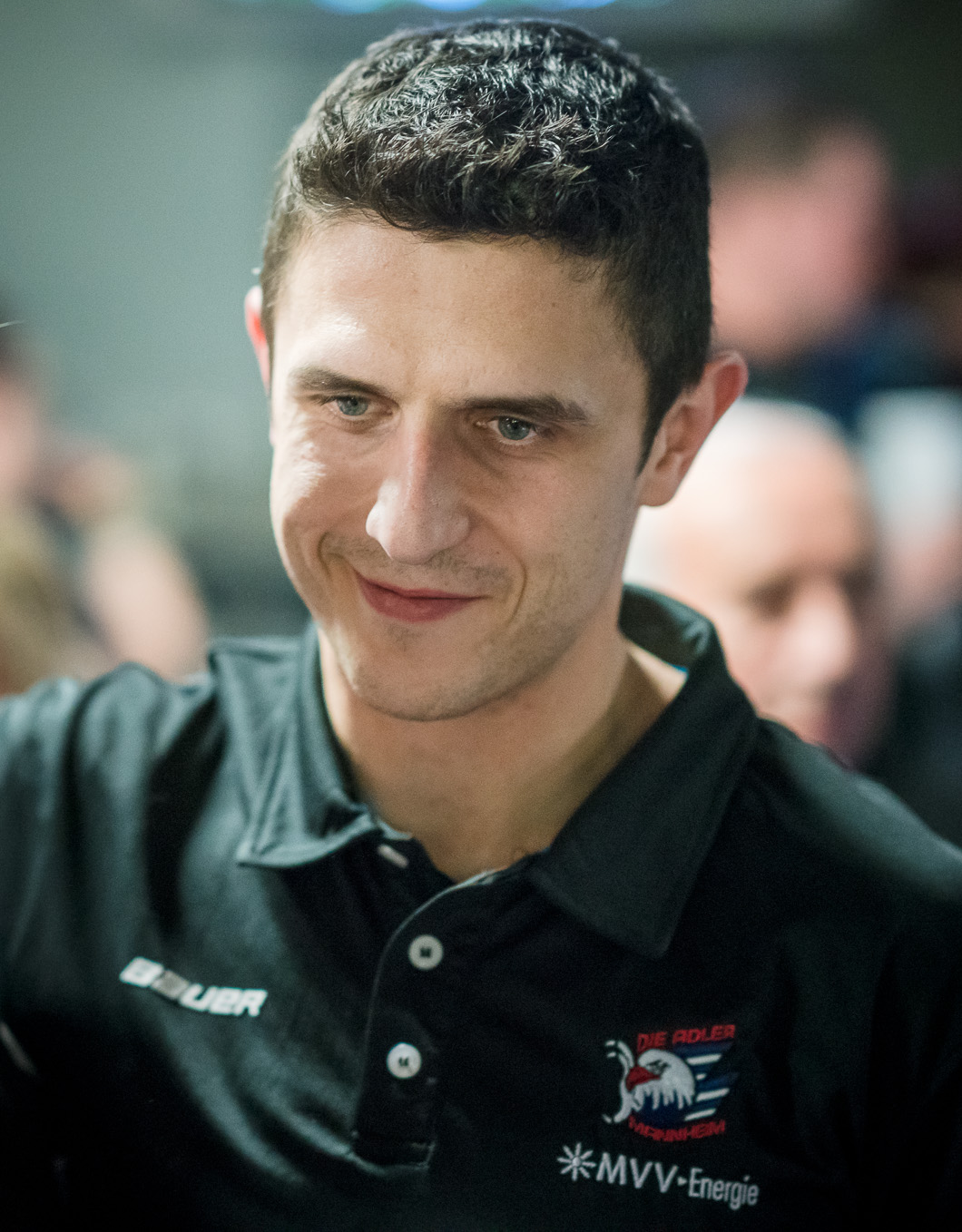
Marcel Goc (* 1983)

- Goc, Nikolai (* 1986), deutscher Eishockeyspieler
- Goc, Sascha (* 1979), deutscher Eishockeyspieler

### Goca
- Gočanin, Igor (* 1966), serbischer Wasserballspieler
- Gočár, Josef (1880–1945), tschechischer Architekt und Stadtplaner

### Gocc
- Goccione, Giovanni (1883–1952), italienischer Fußballspieler

### Goce
- Göçek, Hüseyin (* 1976), türkischer Fußballschiedsrichter
- Göçer, Ferhat (* 1970), kurdischstämmiger türkischer Chirurg sowie Popsänger
- Göçer, Gülse (* 2005), türkische Schauspielerin
- Göcer, Serkan (* 1993), deutscher Fußballspieler
- Gočeva, Karolina (* 1980), nordmazedonische Popsängerin

### Goch
- Goch, Dagmar (* 1949), deutsche Kommunalpolitikerin (SPD)
- Goch, Johann von († 1475), Theologe
- Goch, Michael (* 1975), deutscher Basketballtrainer und -funktionär
- Goch, Stefan (* 1958), deutscher Sozialwissenschaftler und Historiker
- Goch, Thomas (* 1970), deutscher Fußballspieler
- Göchhausen, Ernst August Anton von (1740–1824), deutscher Schriftsteller
- Göchhausen, Luise von (1752–1807), Erste Hofdame der Herzogin Anna Amalie von Sachsen-Weimar-EisenachLuise von Göchhausen (1752–1807)

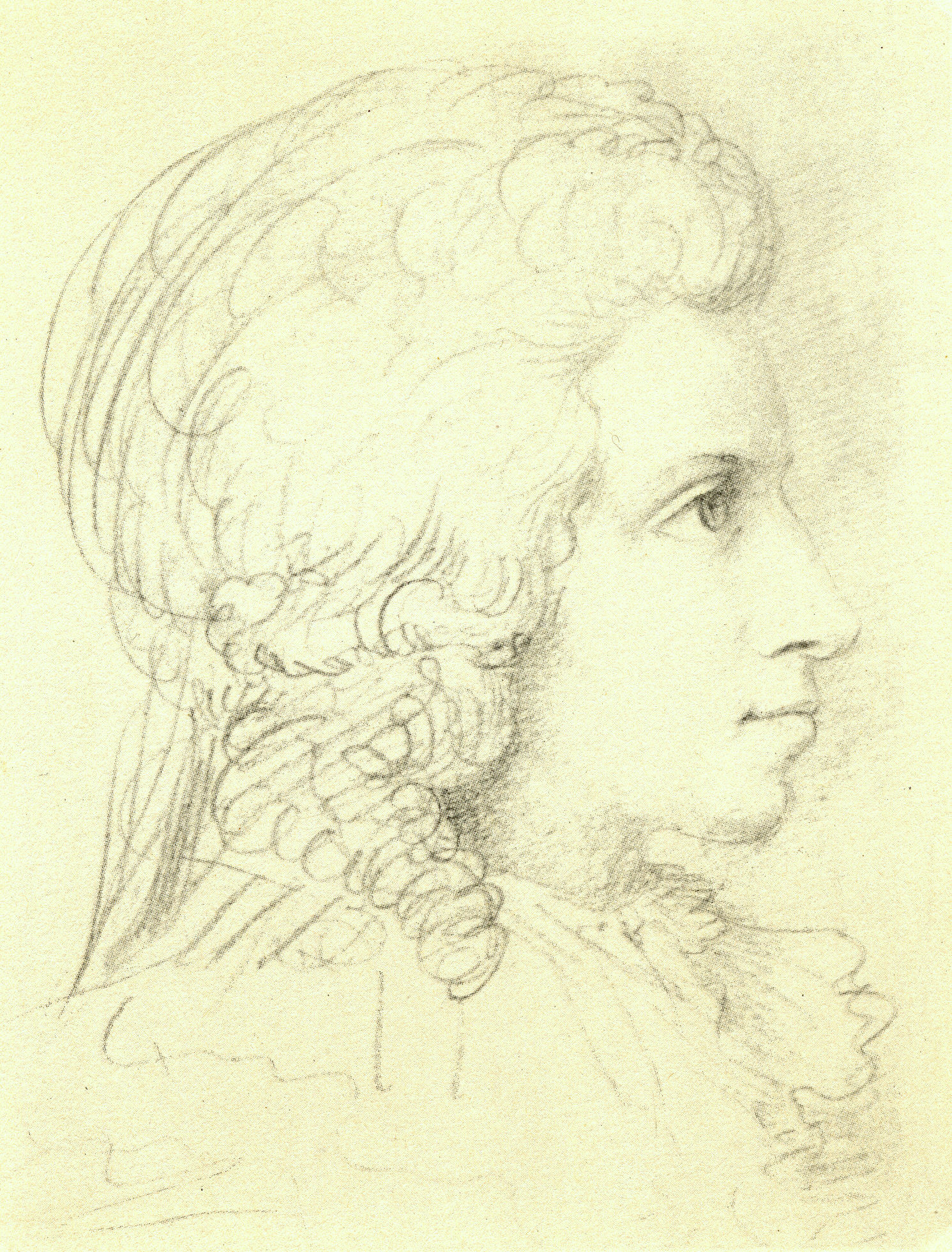
Luise von Göchhausen (1752–1807)

- Gochnat, Carl von, niederösterreichischer Beamter und Herausgeber
- Gochsheim, Hans von, Zentgraf von Mudau, Schreiber und Illustrator
- Gocht, Günter (* 1938), deutscher Jazz- und Unterhaltungsmusiker
- Gocht, Hermann (1862–1959), Zwickauer Pfarrer und erster Sächsischer Gehörlosenseelsorger
- Gocht, Hermann (1869–1938), deutscher Röntgenologe, Orthopäde und Hochschullehrer
- Gocht, Joachim (1935–2008), deutscher Jazz- und Unterhaltungsmusiker (Altsaxophon, Arrangement, Komposition, Orchesterleiter)
- Gocht, Rolf (1913–2008), deutscher Wirtschaftswissenschaftler

### Goci
- Gocić, Živko (* 1982), serbischer Wasserballspieler
- Gociman, Iulian (* 1916), rumänischer Radrennfahrer

### Gock
- Gock, Adam Friedrich (1781–1842), deutscher Politiker
- Gock, Eberhard (1937–2016), deutscher Ingenieur und Lehrstuhlinhaber an der TU Clausthal
- Gock, Ernst (1869–1957), deutscher Maler und Zeichner
- Gock, Habib (* 1982), kamerunischer Fußballspieler
- Gock, Heinrich Johann August (1859–1954), deutscher Klempnermeister und Politiker, MdHB
- Göck, Hermann (1913–1998), deutscher Politiker (SED) und Widerstandskämpfer
- Gocke, Alexander (1877–1951), deutscher Maler und Grafiker
- Göcke, Benedikt Paul (* 1981), deutscher Philosoph, römisch-katholischer Theologe und Hochschullehrer
- Göcke, Christa, deutsche Fußballspielerin
- Göcke, Friedrich-Wilhelm (1945–2022), deutscher Fußballspieler
- Gocke, Gustav (1919–2005), deutscher Ringer
- Gocke, Justin (1978–2014), US-amerikanischer Schauspieler
- Göcke, Kurt (1884–1976), deutscher Orthopäde und Hochschullehrer
- Göcke, Lutz (* 1985), deutscher Ökonom, Professor für Allgemeine Betriebswirtschaftslehre
- Göcke, Wilhelm (1898–1944), deutscher SS-Standartenführer und KZ-Kommandant
- Gockel, Albert (1860–1927), deutscher Physiker
- Gockel, Alfred (* 1952), deutscher Künstler
- Gockel, Alwin (1882–1978), deutscher Bauingenieur
- Gockel, Anja (* 1968), deutsche ModedesignerinAnja Gockel (* 1968)

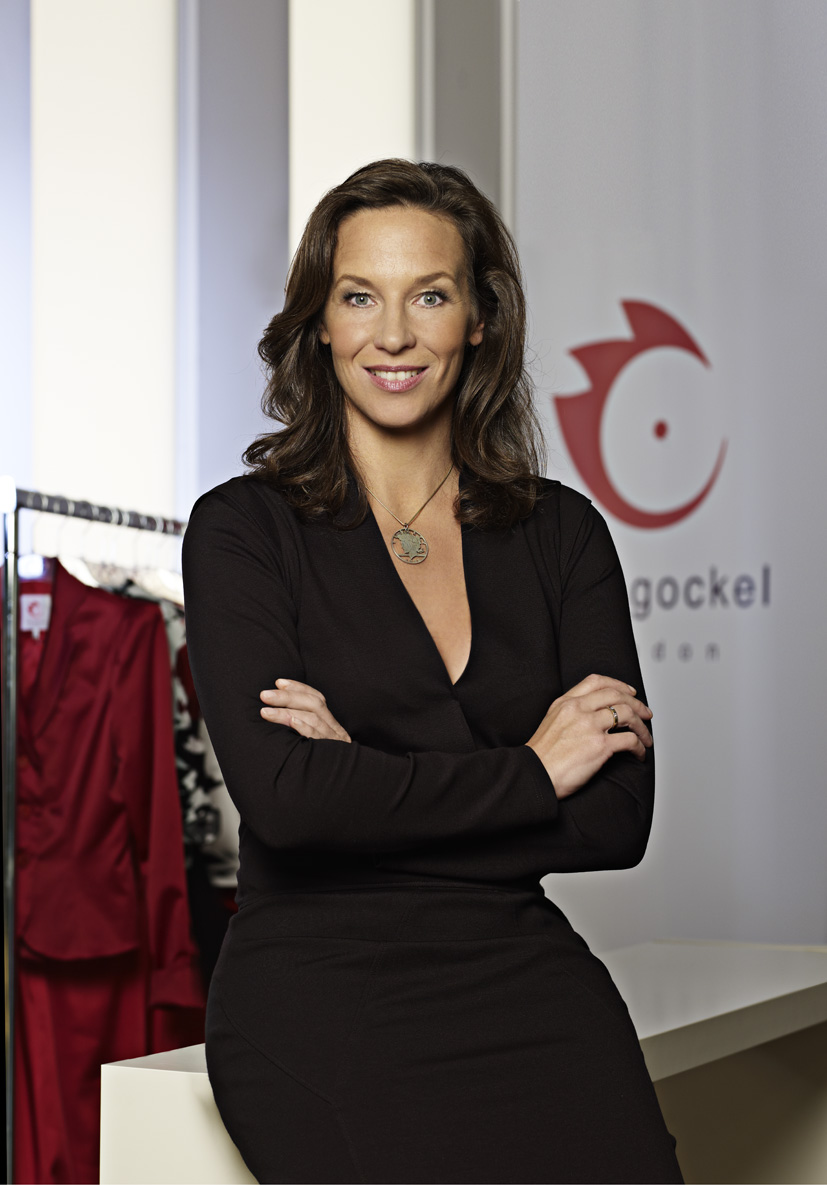
Anja Gockel (* 1968)

- Gockel, Augustinus (1830–1912), Weihbischof in Paderborn
- Gockel, Bernd, deutscher Musikjournalist
- Gockel, Bettina (* 1966), deutsch-schweizerische Kunsthistorikerin, Universitätsprofessorin und Autorin
- Göckel, Christian Ludwig (1662–1736), Dekan des ärztlichen Collegiums in Nürnberg und Mitglied der Leopoldina
- Göckel, Christoph Ludwig (1689–1759), deutscher Mediziner, Stadtarzt in Nürnberg, Mitglied der Leopoldina
- Gockel, Eberhard (1636–1703), deutscher Mediziner
- Gockel, Franz (1925–2005), deutscher Soldat, Überlebender des D-DayFranz Gockel (1925–2005)

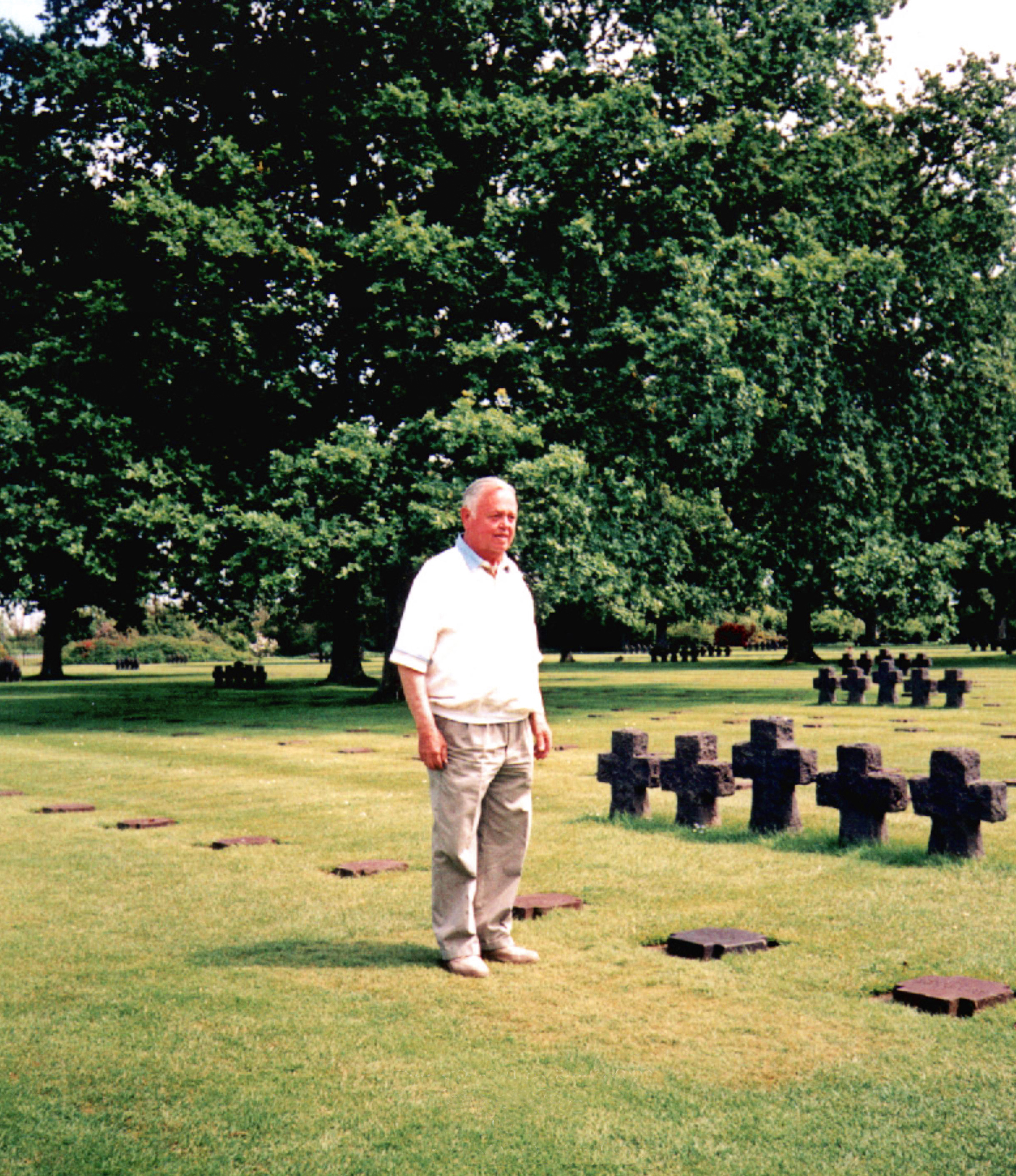
Franz Gockel (1925–2005)

- Gockel, Hans-Hermann (* 1954), deutscher Journalist und Fernsehmoderator
- Göckel, Heinrich (1883–1948), Landtagsabgeordneter Volksstaat Hessen
- Gockel, Heinz (1941–2015), deutscher Literaturwissenschaftler
- Gockel, Jan-Christoph (* 1982), deutscher Theater- und Filmregisseur sowie Theaterautor
- Gockel, Johann Christoph, deutscher Arzt, Wundarzt und Apotheker
- Göckel, Karl (* 1957), deutscher Orgelbauer
- Gockel, Konstantin, deutscher Violinist, Komponist und Arrangeur
- Gockel, Roland (* 1963), deutscher Kameramann und Regisseur
- Gockel, Sandra (* 1974), deutsche Politikerin (CDU), MdL
- Gockel, Wolfgang (1945–2005), deutscher Archäologe
- Gockell, Berthold (1927–2006), deutscher Architekt und Hochschullehrer
- Gockell, Gerd (* 1960), deutscher Regisseur, Produzent von Animationsfilmen
- Gockeln, Josef (1900–1958), deutscher Politiker (CDU), MdL, MdB
- Göckenjan, Hansgerd (1938–2005), deutscher Osteuropahistoriker und Zentralasienwissenschaftler
- Göckenjan, Heinrich (1900–1986), deutscher Reichstagsabgeordneter (NSDAP), MdR
- Göckeritz, Harald (* 1955), deutscher Drehbuchautor
- Göckeritz, Otto (1865–1935), deutscher Pionier der Automobilindustrie
- Göcking, Gerhard Gottlieb Günther (1705–1755), deutscher lutherischer Pfarrer und Autor
- Göcking, Johanna (1791–1843), deutsche Theaterschauspielerin
- Göcking, Vanessa (* 1993), deutsche Autorin und Podcasterin
- Gockner, Peter, österreichischer Tischtennisspieler
- Göcks, Berthold (1897–1957), deutscher Maler und Politiker (LDPD), MdV
- Gocksch, Werner (1922–2006), deutscher Maler und Illustrator

### Gocl
- Goclenius, Conrad († 1539), deutscher Humanist und Lateinprofessor
- Goclenius, Rudolf der Ältere (1547–1628), deutscher Hexentheoretiker, Professor für Philosophie, Ethik und Physik an der Universität Marburg
- Goclenius, Rudolf der Jüngere (1572–1621), deutscher Arzt und Physiker
- Gocłowski, Tadeusz (1931–2016), polnischer Geistlicher, römisch-katholischer Erzbischof von Danzig

### Gocm
- Göçmen, Bayram (1965–2019), türkisch-zyprischer Parasitologe (Protozoologe), Herpetologe, Taxonom und Naturfotograf

### Gocu
- Gocuł, Mieczysław (* 1963), polnischer General

### Gocz
- Goczalkowsky, Johann Ludwig von, preußischer Landrat